# Friedrich Rickels
Johann Friedrich Rickels (* 22. Juni 1893 in Sande; † nach 1945) war ein deutscher Kommunalpolitiker der NSDAP. Er war von 1935 bis 1945 Oberbürgermeister der Stadt Greifswald in Pommern.

## Leben und Wirken
Rickels war zunächst als Postbeamter tätig und nahm am Ersten Weltkrieg teil. Auf dem Zweiten Bildungsweg machte er das Abitur, studierte Volkswirtschaft und promovierte 1921 an der Universität Münster. Nach seiner Entlassung aus dem Postbeamtenverhältnis 1924 war er als selbständiger Steuerberater in Hannover tätig und wurde gleichzeitig ehrenamtlicher Senator des Lister Ordnungsblockes. Zum 13. Juli 1925 trat er der NSDAP bei (Mitgliedsnummer 10.629), für die er von 1929 bis 1934 als Bürgervorsteher und Senator im Magistrat der Stadt Hannover saß. 1931 wurde er innerhalb der NSDAP zum Ortsgruppenleiter von Hannover-List gewählt.
Am 3. Oktober 1935 wurde er für zwölf Jahre zum Oberbürgermeister von Greifswald ernannt.
Während seiner Amtszeit erfolgte am 12. Februar 1940 die Deportation aller in Greifswald verbliebenen jüdischen Einwohner in den Raum Lublin. Der NSDAP-Gauleiter im Gau Pommern Franz Schwede erklärte daraufhin sein Gebiet als erstes im Deutschen Reich für „judenfrei“.
Am 18. November 1937 trat Rickels aus der evangelischen Kirche aus.
Gegen Ende des Zweiten Weltkrieges im April 1945 flüchtete Rickels aus Greifswald und entzog sich somit seiner Verantwortung. Er wurde daraufhin vom bisherigen Bürgermeister Richard Schmidt vertreten, der am 6. Mai 1945 aus dem Dienst entlassen wurde.

## Auszeichnungen
- Goldenes Parteiabzeichen der NSDAP